# Jilavele
Jilavele est une commune du județ de Ialomița en Roumanie.